# Omalodes obliquistrius
Omalodes obliquistrius är en skalbaggsart som beskrevs av Lewis 1908. Omalodes obliquistrius ingår i släktet Omalodes och familjen stumpbaggar. Inga underarter finns listade i Catalogue of Life.